# یانا هلاواچووا
یانا هلاواچووا (چکی: Jana Hlaváčová؛ زادهٔ ۲۶ مارس ۱۹۳۸ - درگذشتهٔ ۱۳ ژانویهٔ ۲۰۲۴) بازیگر اهل جمهوری چک است.
از فیلم‌ها یا مجموعه‌های تلویزیونی که وی در آن‌ها نقش داشته‌است، می‌توان به عملیات سیلور ای اشاره نمود.